# Малко куче
Малко куче е съзвездие, едно от 48-те съзвездия, описани от Птолемей в древността, както и едно от 88-те съвременни съзвездия, използвани от Международния астрономически съюз.
Заедно със съзвездието Голямо куче символизира двойката кучета на ловеца Орион.